# ویسبادن-سودوشت
ویسبادن-سودوشت (به آلمانی: Wiesbaden-Südost) یک منطقهٔ مسکونی در آلمان است که در ویسبادن واقع شده‌است. ویسبادن-سودوشت  ۱۸٬۳۱۶ نفر جمعیت دارد.